# Manuel Caloca Castañeda
Cor. Manuel Caloca Castañeda fue un militar mexicano que participó en la Revolución mexicana. Nació en Teúl, Zacatecas, 1865. Fue un coronel de caballería maderista y comandante del 26.º Cuerpo Rural. Combatió al norte de Nieves, Zacatecas y en San Juan de Guadalupe, Durango. Fue padre de Pedro Caloca Larios, Ignacio Caloca Larios Manuel Caloca Larios militares egresados del Heroico Colegio Militar  y de Enrique Caloca Larios.